# Letheringham
Letheringham is een plaats en civil parish in het Engelse graafschap Suffolk.